# 加布里埃尔·托斯滕森
加布里埃尔·托斯滕森（挪威語：Gabriel Thorstensen，1888年9月1日—1974年6月14日），挪威男子竞技体操运动员。他曾代表挪威获得1912年夏季奥运会体操比赛男子团体自由式金牌。他于1974年在斯塔万格去世。